# Molluscoida
Beteckningen Molluscoida eller Molluscoidea skapades 1843 av Henri Milne-Edwards och användes tidigare för att ange en stam inom djurriket som inledningsvis bestod av Brachiopoda (armfotingar) och Tunicata (manteldjur), senare innefattades andra grupper som exempelvis Bryozoa (mossdjur) och Phoronida (hästskomaskar), vars medlemmar ansågs att i viss mån likna blötdjur (Mollusca). Eftersom det nu är känt att de inte är närmare besläktade vare sig med blötdjur eller med varandra har namnet Molluscoid(e)a fallit i glömska.